# Sikorsky S-39

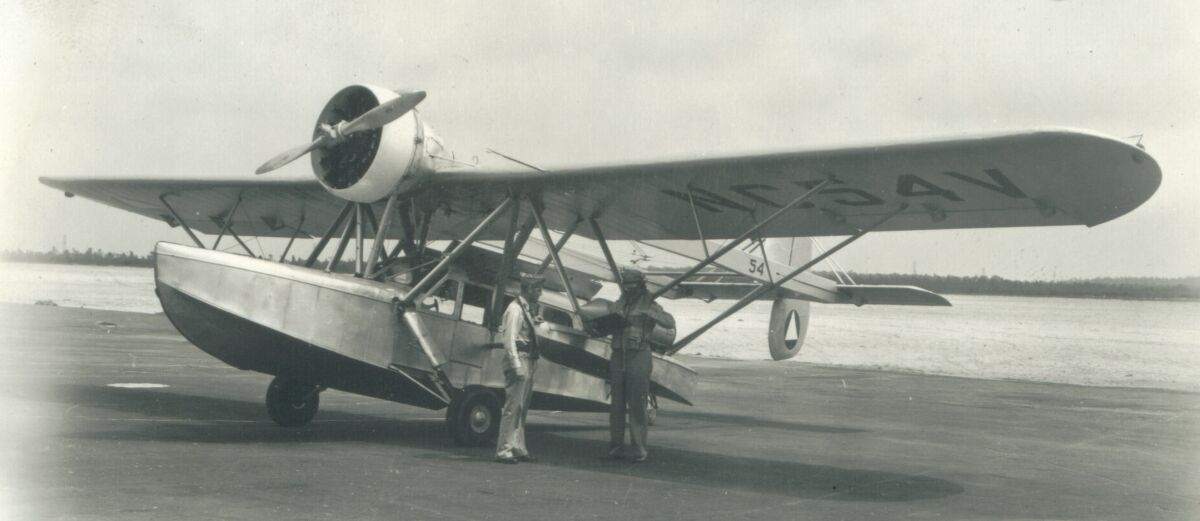
Sikorsky S-39 of the Civil Air Patrol, 1942

De Sikorsky S-39 is een kleine eenmotorige variant van het amfibisch vliegtuig S-38.
Filmmakers Martin en Osa Johnson maakten in een giraffe-patroon geschilderde S-39 "Spirit of Africa" en de zebra-patroon geschilderde S-38 "Osa's Ark" vele tochten door Afrika, en maakten daar films en boeken over. 